# 阿拉里亚
阿拉里亚（Araria），是印度比哈尔邦阿拉里亞縣的一个城镇。总人口60594（2001年）。

## 人口
该地2001年总人口60594人，其中男性32629人，女性27965人；0—6岁人口10988人，其中男5629人，女5359人；识字率50.33%，其中男性为57.53%，女性为41.92%。